# 巴格西·西格爾
本傑明·西格爾（英語：Benjamin Siegel，1906年2月28日—1947年6月20日），暱稱本·西格尔（Ben Siegel），綽號巴格西·西格爾（Bugsy Siege），是一名美國的黑幫，他也是賭城大道發展背後的推動力。西格爾不僅在猶太黑幫中有影響力，而且像他的朋友和黑幫邁爾·蘭斯基一樣，也在意大利裔美國黑手黨和意大利——猶太全國犯罪集團中擁有重要的影響力。他被描述為英俊和富有魅力，成為首批頭版的名流黑幫之一。
西格爾是謀殺公司的創始人和領導者之一，並在禁酒令期間成為一名私酒販。1933年美國憲法第二十一修正案通過，禁酒令被廢除後，他轉向賭博方面。1936年，他離開紐約，搬到加利福尼亞州。他在這段時期主要作為黑幫的殺手和打手，因為他以擅長用槍和暴力而聞名。在1941年，西格爾謀殺了朋友兼黑幫同伴哈里·格林伯格而受審，而格林伯格在之前已經成為告密者。西格爾在1942年被宣判無罪。
西格爾前往內華達州的拉斯維加斯旅遊，他在那裡處理和資助了一些初期的賭場。他在開發商威廉·R·威爾克森耗盡資金後，便協助威爾克森的火鶴酒店。西格爾接管了這個項目，並管理最後的施工階段。火鶴酒店於1946年12月26日在一場暴雨中開張，但導致接待不善和技術困難，不久便關閉了。酒店於1947年3月重新開張，但那時他的黑幫伙伴們相信，估計有100萬美元的建築預算超額部分已經被西格爾或他的女朋友維吉尼亞·希爾其中一人，或兩人都拿走了。在1947年6月20日，西格爾在她女朋友希爾的加州比華利山家中被一名狙擊手從窗戶開槍射殺身亡。

## 早年
巴格西·西格爾於1906年2月28日出生在布魯克林的威廉斯堡，是一個從加利西亞移居美國的貧窮猶太家庭裡的五個孩子中的第二個。他的父母是Jennie Riechenthal和Max Siegel，經常為賺取微薄的工資而工作。西格爾小時候就離開學校，加入了曼克頓下東區的拉斐特大街裡的一個幫派。他主要犯過偷竊案，直到遇見莫·賽德威。西格爾與賽德威一起勒索保護費，威脅要燒掉手推車車主的商品，除非車主們肯付錢。西格爾從青少年時代就有漫長的犯罪記錄，其中包括武裝搶劫、強姦和謀殺。

### 巴格斯和邁爾幫
青春期期間，西格爾與邁爾·蘭斯基成為朋友，蘭斯基組織過一個小型犯罪集團，其活動擴展到賭博和偷車。蘭斯基已經與查理·「幸運」·盧西安諾發生過爭論，他認為需要像意大利人和愛爾蘭人相同的方式來組織布魯克林社區的猶太男孩們。他為幫派招募的第一個人就是西格爾。

### 绰号
1939年11月22日，西格尔、惠特尼·克拉科夫、弗朗基·卡博、阿尔伯特·坦南鲍姆在好莱坞山的公寓外杀死了哈里·格林伯格，格林伯格曾威胁要成为警方的线人，莱普克·布查尔特下令将其杀害。阿尔伯特·坦南鲍姆对谋杀供认不讳，并同意指证西格尔，西格尔因为与这起谋杀案有牵连，并于1941年9月受审。由于西格尔在狱中受到的优待，审判很快就臭名昭著：西格尔拒绝吃监狱食物，监狱方面允许女性探视，西格尔获准去看牙医。西格尔聘请了律师杰里·吉斯勒为其辩护。两名证人死亡，没有其他证人出现。坦南鲍姆的证词被驳回，1942年，由于证据不足，西格尔被判无罪，但他的声誉受到了损害。
在审判期间，报纸披露了西格尔的过往，并称他为“巴格西”（Bugsy）。西格尔讨厌这个绰号，因为它是基于俚语“bugs”，意思是“疯狂”，用来形容他古怪的行为。他更喜欢被称为“本”或“西格尔先生”。

## 流行文化
- 馬里奧·普佐的小說《教父》（1969年）中的角色莫·格林是基於西格爾而成的。1972年改編電影中，由亞歷士·洛可（英语：Alex Rocco）飾演莫·格林。
- 塞吉歐·李昂尼的電影《四海兄弟》（1984年）当中有一个角色名叫“巴格西”，由詹姆斯·鲁索扮演，这个角色可能以巴格西·西格尔为原型[5]
- 《豪情四海》（1991年）是西格爾的半虛構傳記電影，由華倫·比提飾演西格爾。
- 1991年犯罪電影《江湖好漢》描述了黑手黨委員會的興起，由理查·格里科（英语：Richard Grieco）飾演西格爾。
- HBO電視劇《酒私風雲》中，由米高·澤根飾演禁酒令時代，年輕氣盛的西格爾。
- TNT的電視劇《黑色洛城》中，愛德華·賓斯飾演拉斯維加斯最強大的黑幫首領西格爾。
- AMC的電視劇《紐約黑幫紀實》中，Jonathan C. Stewart飾演西格爾。

## 深入閱讀
- Lewis, Brad. . New York: Enigma Books. 2007. ISBN 978-1-929631-65-0.
- Ferrari, Michelle; Ives, Stephen. . New York: Bulfinch Press. 2005. ISBN 0821257145.
- Almog, Oz, Kosher Nostra （页面存档备份，存于） Jüdische Gangster in Amerika, 1890–1980 ; Jüdischen Museum der Stadt Wien ; 2003, Text Oz Almog, Erich Metz, ISBN 3-901398-33-3
- Cohen, Rich. . New York, NY: Vintage Books. 1999. ISBN 978-0375705472.
- Buntin, John. . New York: Harmony Books. 2009  [8 October 2014]. ISBN 9780307352071. OCLC 431334523. （原始内容存档于2017-01-26）.

## 外部連結
- Bugsysiegel.net, various information including a copy of Siegel's death certificate
- FBI files on Siegel (2,421 pages, heavily redacted) （页面存档备份，存于） From the FBI Freedom of Information Act.
- Benjamin "Bugsy" Siegel Profile and NY Times Article at J-Grit: The Internet Index of Tough Jews
- PBS American Experience （页面存档备份，存于）
- Bugsy Siegel memorial in Las Vegas （页面存档备份，存于）
- 在Find a Grave上的巴格西·西格爾
- Bugsy Siegel Biography
- Bugsy Siegel at the Crime Library
- Digitized photograph from the Lloyd Sealy Library Digital Collections: Identification photograph of Bugsy Siegel and others c.1932 (upper half removed) （页面存档备份，存于）